# 溫莎 (佛羅里達州阿拉楚阿縣)
溫莎（英語：Windsor）是位於美國佛羅里達州阿拉楚阿縣的一個非建制地區。該地的面積和人口皆未知。

## 地理
溫莎的座標為29°38′47″N 82°11′11″W / 29.64639°N 82.18639°W，而該地的平均海拔高度為34米（即112英尺）。